# Allium zagricum
Allium zagricum — вид рослин з родини амарилісових (Amaryllidaceae); ендемік Ірану.

## Опис
Цибулини притиснуто-кулясті, діаметром 3–4 см. Стеблина циліндрична, гладка, 6–10 мм у діаметрі, завдовжки ≈ 5–10(15) см, зелена, тьмяна або блискуча. Листків 2–3; листові пластини широко-ланцетні, ± плоскі, товсті, з коротким кінчиком з капюшоном, краї білі, густо зубчасті або гладкі, верхня сторона гладка і рівна, нижня сторона з тонкими ребрами, (15)20–80 мм завширшки, 12–28 см завдовжки, блискуче жовтувато-зелені. Суцвіття щільні діаметром (5)8–10 см. Квітки широко воронкоподібні, зірчасті; цвітіння: у квітні — травні. Листочки оцвітини вузько-ланцетно-трикутні, верхня частина дещо поздовжньо складена і звужується до короткого закругленого кінчика, після цвітіння згорнена, завдовжки (10)12–15 мм, 1.5–2 мм ушир, блідо-бузкові з досить широкою зеленою серединною жилкою. Пиляки рожево-кармінові. Пилок блідо-жовтий. Коробочка тригранна, широко-овальна, діаметром 5–6 мм, довжиною 4–5 мм.

## Поширення
Ендемік західного Ірану (гори Загрос).